# Sălașu de Sus
Sălașu de Sus [ˈsɘlaʃu de sus] (veraltet Sălașul Superior; deutsch Ober-Bachdorf, ungarisch Felsőszálláspatak) ist eine Gemeinde im Kreis Hunedoara in der Region Siebenbürgen in Rumänien.
Sălașu de Sus ist auch unter der deutschen Bezeichnung Ober-Dorfsbach und der ungarischen Szálláspataka bekannt.

## Geographische Lage

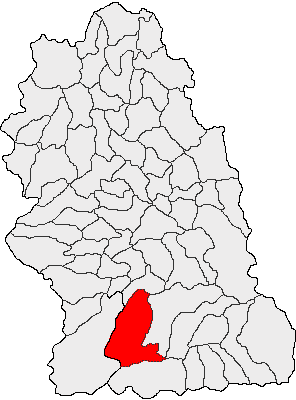
Lage der Gemeinde Sălașu de Sus im Kreis Hunedoara

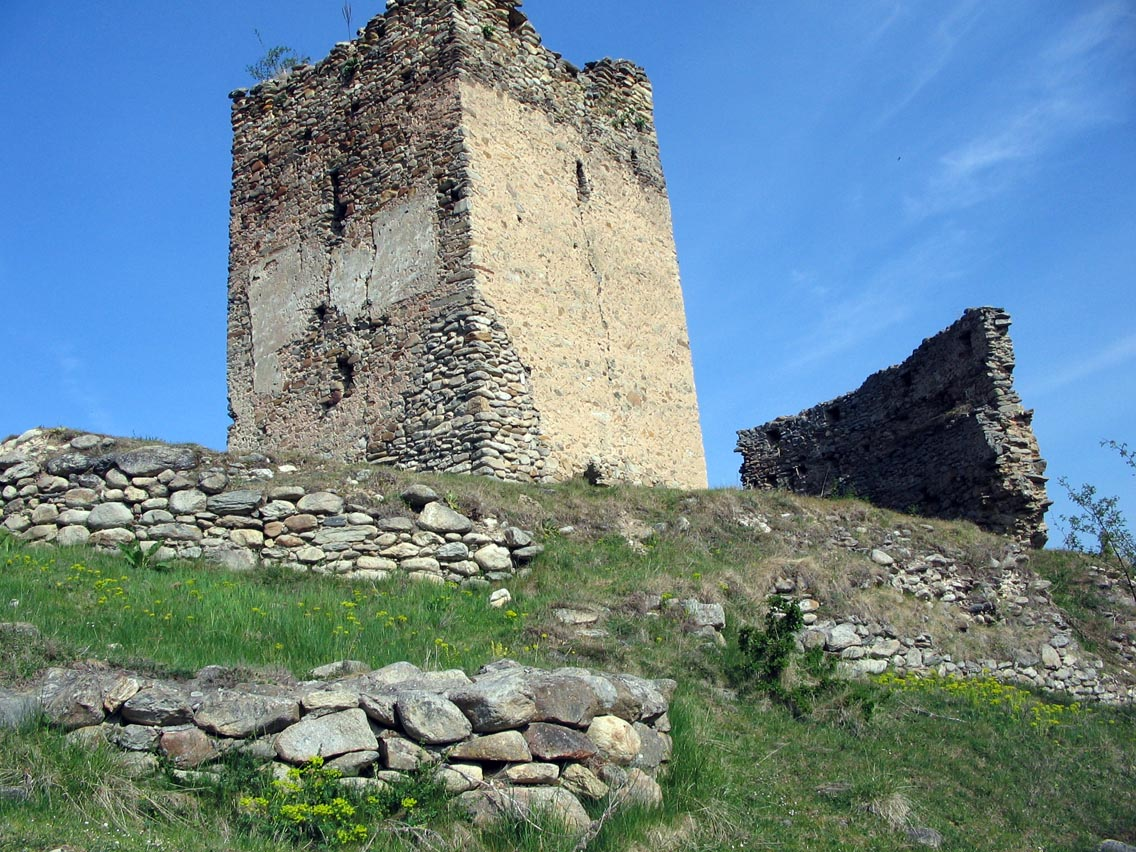
Die Ruine von Mălăiești

Die Gemeinde Sălașu de Sus liegt im Südwesten Siebenbürgens im Hatzeger Land (Țara Hațegului), nördlich des Retezat-Gebirges. Am Sălaș – einem linken Zufluss des Strei – und der Kreisstraße (drum județean) DJ 667A gelegen, befindet sich der Ort ca. 13 Kilometer südlich der Kleinstadt Hațeg (Hatzeg); die Kreishauptstadt Deva (Diemrich) liegt etwa 70 Kilometer nördlich von Sălașu de Sus entfernt. Die zehn eingemeindeten Dörfer, Weiler und Einzelsiedlungen sind 3–7 Kilometer von Sălașu de Sus entfernt. Zwei Drittel der Gemeindefläche wird landwirtschaftlich genutzt.
Der Bahnhof der Gemeinde befindet sich im eingemeindeten Dorf Ohaba de sub Piatră (Steindorf) an der Bahnstrecke Simeria–Petroșani, ca. 6 Kilometer von Sălașu de Sus entfernt. Des Weiteren liegt Ohaba de sub Piatră an der Europastraße 79.

## Geschichte
Der Ort Sălașu de Sus wurde erstmals 1360 urkundlich erwähnt. Auf Grund von archäologischen Funden auf dem Areal des eingemeindeten Dorfes Râu Alb (Weißwasser), ist nach Angaben von G. Téglás die Geschichte der Besiedlung der Region jedoch bis in die Jungsteinzeit zurückzudatieren. Des Weiteren wurden auf dem Areal des Ortes Sălașu de Sus Funde gemacht, welche nach Angaben von G. Téglás, I. Andrieșecu, I. Marțian und M. Roska auf eine Besiedlung in der Frühbronzezeit deuten. Ein Lehmgefäß mit mehreren dakischen Münzen – denen des makedonischen Königs Philipp II.nachgeahmt – wurde 1935 in Sălașu de Sus gefunden. Der größte Teil der Münzen befinden sich heute im Museum von Deva.
Im Mittelalter lebten im Ort eine reformierte Kleinadlige Gemeinschaft – die Nemeș („Eigentümer von Grundstücken ohne Adelstitel“) – und rumänische hörige Bauern.
Die Bewohner leben heute vorwiegend von der Viehzucht, der Landwirtschaft und der Holzverarbeitung.

## Bevölkerung
1850 lebten auf dem Gebiet der heutigen Gemeinde 4557 Menschen. 3394 davon waren Rumänen, 1043 Ungarn, ein Deutscher, 107 Roma und 12 andere. Die höchste Einwohnerzahl (5552) – gleichzeitig die der Rumänen (5091) und der Deutschen (81) – wurde 1900 erreicht. Die höchste Anzahl der Ungarn und der Roma wurde 1850 ermittelt. Darüber hinaus bezeichnete sich 1880 ein Einwohner und 1900 127 Einwohner als Ukrainer, 1890 ein Einwohner als Serbe und 1900 29 Einwohner als Slowaken.
2002 lebten in der Gemeinde Sălașu de Sus 2782 Menschen, davon waren 2764 Rumänen, acht Ungarn und zehn Roma.

## Sehenswürdigkeiten
- Die Ruine des Anwesens des Knjasen Cândreș, im 15. Jahrhundert errichtet, im 17. umgebaut, steht unter Denkmalschutz.[8] Das Anwesen – Wohnhaus, Kapelle, Ringmauer und die vier Ecktürme – wurde im Aufstand von Franz II. Rákóczi in Brand gesetzt.[3]
- Die Nemeșilor-Kirche, eine im 18. Jahrhundert errichtete römisch-katholische Kirche, steht unter Denkmalschutz.[8]
- Die rumänische-orthodoxe Kirche Sfinții Atanasie și Chiril, Ende 15./ Anfang 16. Jahrhundert errichtet und im 19. umgebaut, steht unter Denkmalschutz.[8]
- Die ca. 20 Hektar große Narzissenwiese südlich von Sălașu de Sus (⊙).[9]
- Die rumänische-orthodoxe Kirche Pogorârea Sf. Duh im eingemeindeten Dorf Paroș, im 15. Jahrhundert errichtet, steht unter Denkmalschutz.[8]
- die reformierte Kirche im eingemeindeten Dorf Râu Alb (Weißwasser), im 16. Jahrhundert errichtet, steht unter Denkmalschutz.[8]
- Die Ruine einer Fliehburg – von den Einheimischen Cetățuie genannt –, im Süden des eingemeindeten Dorfes Mălăiești (⊙, 614 m), wurde im 14. Jahrhundert errichtet und steht unter Denkmalschutz.[8] Das Anwesen Kleinadliger bestand aus einem Wehr- und Wohnturm, der von einer Ringmauer umgeben war.[3]